# Pratt & Whitney Rocketdyne
Pratt & Whitney Rocketdyne, Inc. var ett amerikanskt företag som utformade och tillverkade raketmotorer som använder flytande bränslen som drivmedel. Rocketdyne var en del av United Technologies Corporation, med huvudkontor i Canoga Park i Kalifornien. Företaget hade anläggningar i West Palm Beach i Florida, Huntsville i Alabama, Kennedy Space Center och John C. Stennis Space Center. År 2013 såldes företaget till Gencorp, och blev en del av Aerojet Rocketdyne.